# 大螯豹鳳蝶
牙買加鳳蝶（学名：Papilio homerus）或稱大螯豹鳳蝶、牙買加鳳蝶、荷馬鳳蝶、荷西鳳蝶，是西半球最大的蝴蝶, 該物種瀕臨滅絕。牠們屬於鳳蝶科的鳳蝶族。它是牙買加的特有種，只分佈在牙買加的藍山及西部的一些森林，面對人類破壞, 非法採集, 農業發展造成的棲息地迅速破壞，因此瀕臨滅絕，被國際自然保護聯盟IUCN 列入世界受威脅物種的紅色名錄(Red Data Book)中，受到國際和國家法規的保護。
它的種小名，homerus，是為了紀念希臘詩人荷馬（Homer）。

## 分類學和系統發育
鳳蝶屬有四個類群。這些類群包括 Heraclides-分支、machaon-分支、Petrosus-分支 以及 P. alexanor；而 P. homeus屬於 Petrosus 分支。而形態學分析表明，P. garamas（中美洲特有的一種鳳蝶）和牙買加鳳蝶有一個最近的共同祖先.

## 外部連結
- Ecology and Conservation
- National Environment and Planning Agency Jamaica